# Henotesia maeva
Henotesia maeva är en fjärilsart som beskrevs av Paul Mabille 1878. Henotesia maeva ingår i släktet Henotesia och familjen praktfjärilar. Inga underarter finns listade i Catalogue of Life.